# Koskulak Tagh
Der Koskulak Tagh ist ein 7028 m hoher vergletscherter Berg im östlichen Pamir-Gebirge in Xinjiang (VR China).
Der Koskulak Tagh befindet sich im Tadschikischen Autonomen Kreis Taschkorgan im Regierungsbezirk Kaschgar. Der Berg ist Teil des Muztagata-Massivs. Zum 4,83 km weiter nördlich gelegenen 7509 m hohen Muztagata führt ein Berggrat.

## Besteigungsgeschichte
Die Erstbesteigung gelang einer russischen Bergsteigergruppe (Leonid Fishkis, Dmitry Komarov und Alexandr Novik) am 10. (nach anderen Quellen am 12.) August 2005 über den Nordwestgrat.
Eine siebenköpfige russische Gruppe (A. Petrov, V. Odokhovskiy und weitere) erreichte den Gipfel zwei Tage später über den Südwestgrat. Am 17. August 2005 bestiegen die beiden Russen Alexey Gorbatenkov und Valery Shamalo den Gipfel über die Nordwand.
Einer Expedition unter der Führung von Matthias Robl gelang am 4. August 2007 die erste deutsche Besteigung des Koskulak Tagh.
Die Münchner Michael Robert, Boris und Frank Schreckenbach bestiegen den Koskulak Tagh im August 2009 mit Ski und fuhren vom Gipfel ab.